# Eucharia sartha
Eucharia sartha är en fjärilsart som beskrevs av Otto Staudinger 1887. Eucharia sartha ingår i släktet Eucharia och familjen björnspinnare. Inga underarter finns listade i Catalogue of Life.